# Kỹ thuật giấu tin
Kỹ thuật giấu tin hay kỹ thuật giấu thư, kỹ thuật ẩn mã (tiếng Anh: steganography) là nghệ thuật và khoa học về việc biểu diễn thông tin trong một thông điệp hoặc vật thể khác, sao cho sự hiện diện của thông tin đó không bị phát hiện bởi con người. Trong ngữ cảnh máy tính/điện tử, một tập tin, thông điệp, hình ảnh, hoặc video được ẩn trong một tập tin, thông điệp, hình ảnh, hoặc video khác. Từ steganography có gốc tiếng Hy Lạp có nghĩa là "ghi chép giấu kín", kết hợp từ hai từ steganos (στεγανός), nghĩa là "bị che đậy hoặc giấu kín", và -graphia (γραφή) nghĩa là "viết".
Lần ghi chép đầu tiên của thuật ngữ này là vào năm 1499 do Johannes Trithemius trong cuốn sách Steganographia, một công trình nghiên cứu về mật mã học và kỹ thuật giấu tin, được ngụy trang dưới dạng một cuốn sách về ma thuật. Nói chung, thông điệp ẩn xuất hiện dưới dạng (hoặc là một phần của) một cái gì đó khác như hình ảnh, bài báo, danh sách mua hàng, văn bản bìa hoặc thông điệp bí mật có thể được viết bằng mực vô hình giữa các hàng của một lá thư riêng tư. Một số cách thực hiện kỹ thuật giấu tin thiếu bí mật chung là hình thức của bảo mật thông qua việc che giấu, và các lược đồ kỹ thuật giấu tin phụ thuộc vào khóa tuân thủ nguyên tắc của Kerckhoffs.
Ưu điểm của kỹ thuật giấu tin so với mật mã học đơn thuần là thông điệp bí mật định không thu hút sự chú ý đến bản thân nó như một đối tượng để kiểm tra. Các thông điệp được mã hóa rõ ràng, cho dù không thể phá vỡ chúng, vẫn gây ra sự quan tâm và có thể tự thấy mình vi phạm pháp luật ở các quốc gia mà mã hóa là bất hợp pháp.
Trong khi mật mã học là việc bảo vệ nội dung của thông điệp, kỹ thuật giấu tin liên quan đến việc che giấu việc gửi thông điệp bí mật và nội dung của nó.
Kỹ thuật giấu tin bao gồm việc che giấu thông tin trong các tập tin máy tính. Trong kỹ thuật giấu tin số, thông tin điện tử có thể bao gồm mã kỹ thuật giấu tin bên trong lớp truyền tải, chẳng hạn như tập tin tài liệu, tập tin hình ảnh, chương trình hoặc giao thức. Các tập tin phương tiện truyền thông rất lý tưởng để truyền tải kỹ thuật giấu tin vì kích thước lớn của chúng. Ví dụ, người gửi có thể bắt đầu với một tập tin hình ảnh vô hại và điều chỉnh màu sắc của mỗi điểm ảnh cách nhau 100 đơn vị để biểu diễn với một chữ cái trong bảng chữ cái. Sự thay đổi này rất tinh vi đến nỗi người không cố ý tìm kiếm nó sẽ không thể nhận ra sự thay đổi.